# Pietro Ranzano
Pietro Ranzano (né à Palerme en 1428 et mort à Lucera en 1492) est un religieux dominicain italien, évêque, historien, humaniste.
Il est connu pour De primordiis et progressu Felicis Urbis Panormi, une histoire de la ville de Palerme depuis ses origines jusqu'au XVe siècle. La composition influencée par les conceptions humanistes de la recherche historique, offre un aperçu de la vision du monde d'un intellectuel sicilien de la Renaissance sur les Juifs et la culture juive, ainsi que sur le passé de la Sicile.

## Ranzano et ses œuvres
Pietro Ranzano étudie le latin à l'école de l'humaniste Antonio Cassarino, qui à l'époque est professeur de jeunes enfants (magister scholae parvulorum) à Palerme. Comme d'autres savants de son époque, il étudie dans des institutions dirigées par des maîtres comme Pietro Aretino à Florence, Tommaso Pontano à Pérouse et Vitaliano Borromeo et Pier Candido Decembrio à Milan et Pavie. Pietro Ranzano rejoignit l'Ordre dominicain à l'âge de seize ans et à vingt-huit ans, il devient Provincial des Dominicains en Sicile.
Vers 1464, il est  nommé Nonce apostolique au royaume de Sicile et se voit confier l'organisation de la croisade contre les Turcs. Pendant son séjour à Palerme, Ranzano enseigne au Collège dominicain.

## Histoire de Palerme
Le  récit de l'histoire de Palerme a servi de modèle aux historiens siciliens ultérieurs. La composition est écrite à la première personne et comprend des avis personnels. Ranzano illustre ses idées à partir de sources anciennes à partir de légendes fondatrices qui fondent les récits sur les origines des villes. Les recherches de Ranzano  sur les origines de Palerme (circa quista origini di la mia patria), le placent dans le contexte d'une quête de sources (ad fontes). Il découvre ainsi une inscription qu'il suppose en caractères « chaldéens », inscrits sur une tour qui se dressait au-dessus de la Porta Patitelli à Palerme. L'inscription s'avérera être un faux, rendant ainsi erronée la déduction de Ranzano, selon laquelle la ville de Palerme était originaire des Chaldéens. Cependant, ses écrits donnent un aperçu sur le comportement de l'élite intellectuelle sicilienne au moment de l'expulsion des Juifs de Sicile.

## Le frère dominicain et les juifs
Les écrits de Ranzano sur les juifs présentent de prime abord une image positive des relations entre juifs et chrétiens à Palerme. Cependant, un examen approfondi révèle qu'il perçoit les Juifs locaux comme détenant une mémoire ancestrale de l'inscription chaldéenne mais preuve historique écrite attestant le «souvenirs» du passé. Néanmoins, un juif pisan, Isaac Guglielmo, possédait le livre auquel les juifs locaux se référaient et le montra à Ranzano. En corrélation avec la tradition augustinienne, Ranzano percevrait les Juifs comme des gardiens du passé qui pouvaient corroborer les écrits de l'inscription qu'il avait découverte à Palerme.

## Activité en Hongrie

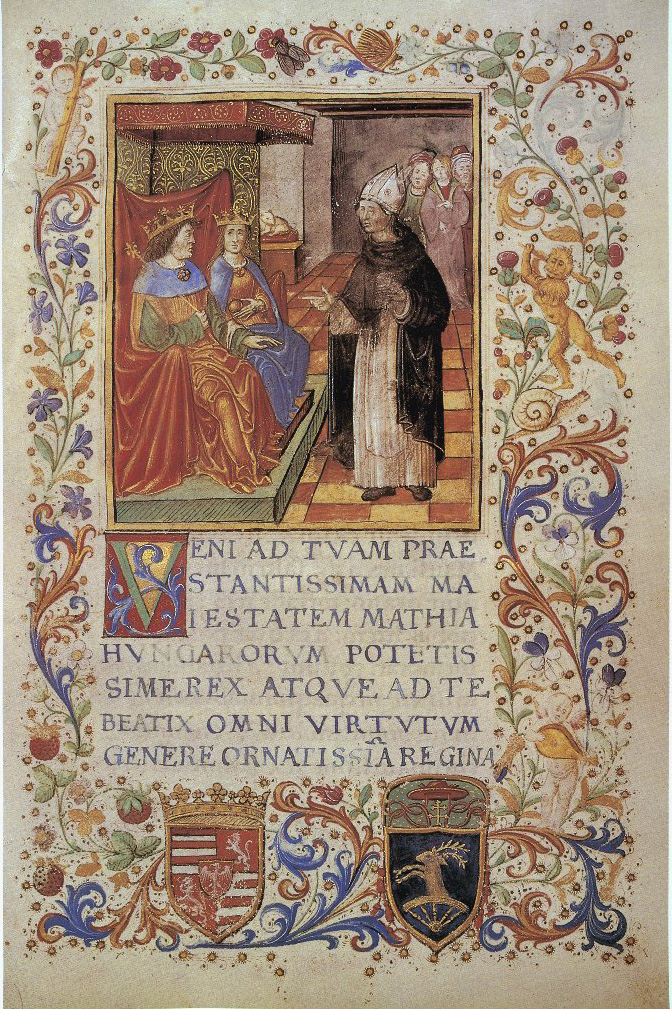
Epithoma rerum Hungarorum

En 1488, Pietro Ranzano est en Hongrie, à la cour de Matthias Corvin comme envoyé du royaume de Naples. La reine, Béatrice de Naples, le charge d'écrire une histoire de la Hongrie. Pietro Ranzano  termine le travail en un an, sous le titre Epithoma rerum Hungarorum. L'« histoire héroïque » fait des Hongrois  les descendants directs des Huns et le roi comme le deuxième Attila.

## Mort et héritage
L'histoire de Palerme de Ranzano reste le seul récit historique sicilien qui jette un regard significatif sur les Juifs ainsi que sur la culture juive. La composition propose un regard sur les juifs et les chrétiens sur des manifestations culturelles en Sicile au XVe siècle. L'histoire de Palerme présente de nombreuses facettes de la culture de la Renaissance de cette période et l'histoire illustre la sophistication d'une région située à un carrefour culturel entre l'Italie et le monde hispanique avec l'adversité d'être en face de divers groupes ethniques; notamment les musulmans et les juifs.
La mort de Pietro Ranzano en 1492 marque la fin d'une époque, celle de la Sicile multiculturelle, cette année coïncidant avec l'expulsion des Juifs de Sicile.